# 岡本浩一 (テレビプロデューサー)
岡本 浩一（おかもと こういち、1967年7月15日 - ）は、讀賣テレビ放送制作局東京制作センターチーフプロデューサー。以前は、東京制作局所属のディレクター兼プロデューサー、制作局チーフディレクター、プロデューサー、報道局チーフプロデューサー。

## 略歴
兵庫県豊岡市出石町出身。慶應義塾大学文学部卒業。1991年読売テレビ入社、1998年の『奇跡の人』でドラマ監督デビュー。2016年7月1日付報道局CP、2017年6月1日付現職。

## 作品

### ドラマ
- 奇跡の人（1998年） - 演出
- 女医（1999年） - 演出
- ボーダー 犯罪心理捜査ファイル（1999年） - 演出
- シンデレラは眠らない（2000年） - 演出
- 明日を抱きしめて（2000年） - 演出
- Pure Soul〜君が僕を忘れても〜（2001年） - 監督
- 本家のヨメ（2001年） - 演出
- 天国への階段（2002年） - 監督
- メッセージ〜言葉が裏切っていく〜（2003年） - プロデューサー・演出
- 14ヶ月〜妻が子供に還っていく〜（2003年） - 演出
- 極限推理コロシアム（2004年） - 演出
- 日本のシンドラー杉原千畝物語 六千人の命のビザ（2005年） - プロデューサー
- 名探偵コナン10周年記念ドラマスペシャル 工藤新一への挑戦状〜さよならまでの序章（プロローグ）〜（2006年） - 演出
  - 名探偵コナンドラマスペシャル第2弾 工藤新一の復活!（2007年） - 演出
- REAL STREET（2006年） - 演出
- 夢をかなえるゾウ -男の成功編-（2008年） - 演出
  - 夢をかなえるゾウ -女の幸せ編-（2008年） - 演出
- リセット（2009年） - 演出
- LOVE GAME（2009年） - 演出[1]
- 傍聴マニア09〜裁判長!ここは懲役4年でどうすか〜（2009年） - プロデューサー[2]
- ニセ医者と呼ばれて 〜沖縄・最後の医介輔〜（2010年） - プロデューサー[3]
文化庁芸術祭優秀賞、日本民間放送連盟優秀賞、ギャラクシー賞選奨、日本ドラマアウォードローカルドラマ賞
- 示談交渉人 ゴタ消し（2011年） - 演出・プロデューサー[4]
- 秘密諜報員 エリカ（2011年） - プロデューサー[5]
- 赤川次郎原作 毒〈ポイズン〉（2012年） - 演出・プロデューサー[6]
- でたらめヒーロー（2013年） - プロデューサー[7]
- 読売テレビ開局55年記念ドラマ 怪物（2013年） - プロデューサー[8]
- リピート〜運命を変える10か月〜（2018年） - チーフプロデューサー[9]
- 読売テレビ開局60年スペシャルドラマ 天才を育てた女房〜世界が認めた数学者と妻の愛〜（2018年） - チーフプロデューサー[10]
平成30年度文化庁芸術祭優秀賞[11]、日本民間放送連盟優秀賞[12]、第34回ATP賞テレビグランプリ優秀賞[13]
- 島耕作シリーズ35周年企画 部長風花凜子の恋（2018年） - 監督・チーフプロデューサー[14]
- ブラックスキャンダル（2018年） - チーフプロデューサー[15]
- 向かいのバズる家族（2019年） - チーフプロデューサー[16]
- シロでもクロでもない世界で、パンダは笑う。（2020年） - チーフプロデューサー[17]
- ギルティ〜この恋は罪ですか?〜（2020年） - チーフプロデューサー[18]
- 江戸モアゼル〜令和で恋、いたしんす。〜（2021年） - チーフプロデューサー[19]
- ボクの殺意が恋をした（2021年） - チーフプロデューサー[20]
- ケイ×ヤク-あぶない相棒-（2022年） - チーフプロデューサー[21]
- オクトー 〜感情捜査官 心野朱梨〜（2022年） - チーフプロデューサー[22]
- Sister（2022年） - チーフプロデューサー[23]
- 勝利の法廷式（2023年） - チーフプロデューサー[24]
- CODE-願いの代償-（2023年） - チーフプロデューサー
- ブラックファミリア〜新堂家の復讐〜（2023年） - チーフプロデューサー
- 降り積もれ孤独な死よ（2024年） - チーフプロデューサー
- 彼女がそれも愛と呼ぶなら（2025年） - チーフプロデューサー

### 映画
- ワーキング・ホリデー（2012年） -  監督
沖縄国際映画祭参加作品
- 摂氏100℃の微熱（2014年） - 監督
沖縄国際映画祭参加作品
- 耳を腐らせるほどの愛（2018年） - チーフプロデューサー
沖縄国際映画祭参加作品

### バラエティ
- よしもとミッドナイトコメディ 3年2組ポンコツの唄（2013年） - 演出
- 特盛!よしもと 今田・八光のおしゃべりジャングル（2014年） - チーフディレクター
- 大阪ほんわかテレビ
  - プロデューサー（2013年・2015年）
  - ディレクター・演出（2014年・2015年）
- 遠くへ行きたい（2017年 - 2022年） - チーフプロデューサー

### 報道
- かんさい情報ネットten.（2016年 - 2017年）- チーフプロデューサー

### 舞台
- 読売テレビプロデュース リーディング劇『ムーンライト・セレナーデを聴きながら』（2024年）- 作・演出